# Tropidurus psammonastes
Tropidurus psammonastes är en ödleart som beskrevs av  Rodrigues, Kasahara, Yonenaga-yasuda 1988. Tropidurus psammonastes ingår i släktet Tropidurus och familjen Tropiduridae. IUCN kategoriserar arten globalt som otillräckligt studerad. Inga underarter finns listade i Catalogue of Life.